# استفان یووتیچ
استفان یووتیچ (سیریلیک: Cтeвaн Joвeтић؛ زادهٔ ۲ نوامبر ۱۹۸۹) بازیکن فوتبال اهل مونته‌نگرو است که در پست مهاجم برای باشگاه فوتبال اومانیا و تیم ملی فوتبال مونته‌نگرو بازی می‌کند.

او سابقه بازی در تیم‌هایی چون پارتیزان، فیورنتینا، منچستر سیتی، اینتر میلان، سویا، موناکو و هرتابرلین را در کارنامه دارد.